# Palència
|  | Per a altres significats, vegeu «Palència (desambiguació)». |

Palència (en castellà Palencia) és una ciutat de Castella i Lleó, a Espanya, capital de la província del mateix nom. És situada a la Tierra de Campos, entre els rius Pisuerga i Carrión. El 2011 tenia 81.552 habitants, repartits als 94,71 km² de municipi.
Els seus 749 m d'altitud i el seu caràcter interior, apartad de tota influència marítima, determinen que el clima sigui mediterrani continentalitzat, amb una àmpla oscil·lació tèrmica.
Antic mercat agrícola, amb fàbriques de draps, avui en dia compta amb indústries del sector alimentari, metal·lúrgic i automobilístic (FASA Renault). És la seu del Tribunal de Comptes de Castella i Lleó. Posseeix la major superfície ajardinada de Castella i Lleó en relació amb la superfície que ocupa i és una de les ciutats més verdes d'Espanya.

## Història

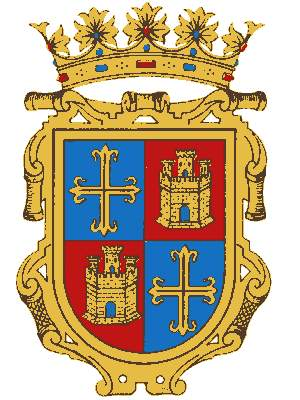
Escut de Palència

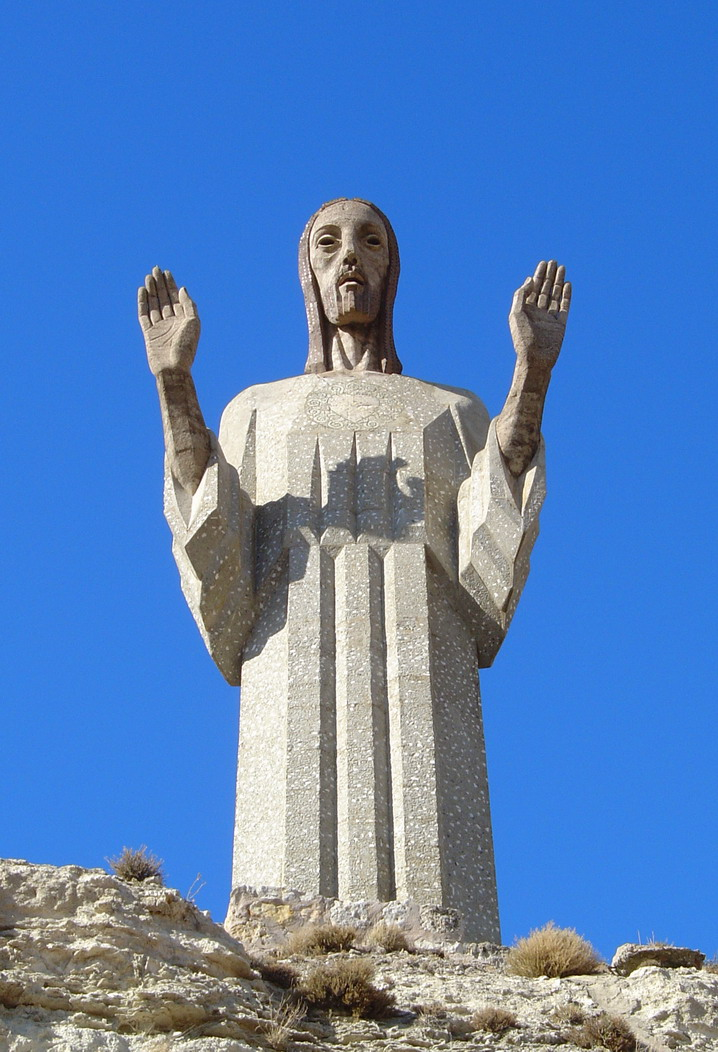
Cristo del Otero, obra de Víctorio Macho

Els orígens històrics de la ciutat queden incerts, però del que sí que hi ha constatació arqueològica és d'assentaments preromans sota la ciutat actual, que els celtibers van denominar Pallantia. El poble que la va ocupar va ser el dels vacceus, el poble més culte i avançat en l'agricultura de les tribus celtiberes i amb una poderosa organització militar.
Els romans fan de Pallantia una de les ciutats més pròsperes de la conca mitjana del Duero, fent desaparèixer els celtibers l'any 70 aC, després del triomf de Gneu Pompeu Magne, que posa fi a les guerres celtiberes. Amb la invasió romana, Pallantia va brillar notablement combatent contra els conquistadors del món. Durant aquell període de dominació romana, els celtibers vacceus van combatre agosaradament per la independència de la metròpoli. La ciutat va sofrir dos setges en represàlia per l'ajuda prestada a Numància; retuda aquesta, Palència va córrer al final la mateixa sort. Al subsòl de Palència s'han trobat nombrosos vestigis de l'època romana, mosaics, esteles, objectes de ceràmica, etc.
Amb els monarques visigots va arribar l'etapa de major esplendor per a la ciutat, ja que la van constituir en seu de la cort, a més que des del segle iv també era seu episcopal rellevant. A la província de Palència es conserven dues de les escassíssimes edificacions visigòtiques: San Juan de Baños i la cripta de la Catedral, dedicada a Antoní de Pàmies; també tenim el major nombre de necròpoli d'aquesta època com l'antiga Pisoraca a Herrera de Pisuerga.
Els àrabs van deixar també les seves empremtes, encara que més difuses. En el seu pas per la península, en el 711, van travessar la província de sud en nord. Aviat arribaria la despoblació. El regnat d'Alfons II d'Astúries va estar ple d'enfrontaments amb els musulmans; pobladors cristians van arribar llavors a les terres del nord de Palència; d'aquesta repoblació van sorgir els primers llogarrets i una de les més importants és Brañosera, el fur més antic que es coneix, datat de l'any 824.
Durant el regnat de Sanç el Major, rei de Navarra i Comte de Castella que va fer ressuscitar Palència de les seves ruïnes. A partir de llavors va seguir una època de preponderància dels bisbes; Palència va ser important seu episcopal, fet que afavoriria l'apogeu del Camí de Sant Jaume, que creua la província d'est en oest, fent possible la restauració de la ciutat. El segle xii es van celebrar dos concilis en 1113 i 1124 al que assisteixen els reis de Castella.
Aquesta capital assoleix el seu zenit sota el regnat d'Alfons VIII de Castella, vencedor de la batalla de les Navas de Tolosa. Va ser l'impulsor més decidit de la ciutat, en concedir-li furs i el primer consell lliure, i establir l'any 1208, junt amb el bisbe Tello Téllez de Meneses, la primera Universitat d'Espanya que va comptar amb un alumne d'excepció: Domènec de Guzmán. Per diversos avatars posteriors, la Universitat és traslladada el 1239 a Salamanca.
Rodrigo Díaz de Vivar va tenir un solar en aquesta ciutat, fundant la primera leproseria d'Espanya; en aquest lloc es troba avui l'església de San Lázaro.
És al segle xiv quan la importància i el volum que havia anat adquirint la ciutat obliguen a l'edificació d'una catedral capaç de satisfer les necessitats d'una població en augment. Encara que la primera pedra de la nova catedral es va col·locar en 1321, les obres no van concloure fins a finals del segle xvi.
No podem oblidar l'heroic episodi de les dones de Palència contra les tropes del Joan de Gant, quan l'any 1388 la ciutat es trobava desprotegida d'homes, ocupats en guerres lluny de les seves terres. Per aquesta gesta el rei Joan I va concedir a les dones d'aquesta terra llicència per usar banda d'or sobre el cosset i llaç del mateix color al cabell, costum que encara perdura al vestit regional de Palència.
Participà en temps de Carles V en les lluites de la revolta de les Comunitats de Castella, pel que tota aquesta terra va viure terribles i sagnants episodis.
La decadència històrica va començar a finals del segle xvii, si bé durant la guerra de la Independència la ciutat va jugar un important paper, sent un dels seus fills, el General Amor, un dels herois en la lluita contra els francesos.
Un dels esdeveniments més beneficiosos per a la vida de la ciutat durant el segle xviii va ser la construcció del Canal de Castella per part de Carles III.
El 1833 l'ordenació provincial de Javier de Burgos estableix els límits actuals de la província i converteix Palència en la seva capital.
Les guerres del segle xx, com la I Guerra Mundial o la Guerra Civil Espanyola, van afavorir el desenvolupament econòmic de la ciutat; les indústries farineres, llaneres i d'armes eren imprescindibles per a l'abastament dels bel·ligerants.
A la posguerra la ciutat va créixer lentament, sobretot per la seva condició de capital de província. La instal·lació d'una factoria de producció d'automòbils l'any 1977 a la rodalia de la ciutat va suposar un fort impuls al creixement de la ciutat.
Les dècades més recents han contemplat canvis urbanístics profunds a la ciutat, amb la conversió en zona de vianants del centre urbà i la construcció de nous parcs i barris. En l'actualitat la ciutat gaudeix d'un alt grau de desenvolupament, una bona oferta comercial i de serveis i una excel·lent comunicació amb les ciutats de l'entorn. L'arribada de l'AVE a Palència està prevista per al 2014 i suposarà grans canvis en la morfologia urbana, en soterrar-se les vies de tren que divideixen la ciutat en dues parts.

## Monuments i llocs d'interès

### Edificis civils
- Edifici de correus, construït el 1916 segons el projecte de Jacobo Romero.
- Palau Barroc. Exemple d'arquitectura nobiliar està situat en el número 19 del carrer Major Principal. És un edifici barroc construït el segle xviii.
- Col·legi Villandrando. Edifici construït per Jerónimo Arroyo, compta amb un espectacular mosaic a la seva façana obra de l'artista Daniel Zuloaga.
- Palau de la Diputació Provincial. Edifici neorrenacentista construït el 1914 segons el projecte de Jerónimo Rierol.
- Mercado de Abastos. Construcció representativa de l'arquitectura de ferro i vidre, sense un sol punt de soldadura.
- Teatre Principal. És un edifici construït el segle xix seguint el model dels teatres italians del xvii.
- Casa del Cordón. Del segle xvi, deu el seu nom al cordó franciscà que a tall d'alfiz, decora la seva portada de pedra.

### Edificis religiosos
- Convent de les Agustinas Canónigas. Antiga edificació religiosa, ha passat a allotjar les dependències administratives de l'Ajuntament de la ciutat i l'Arxiu Municipal. És un edifici de pedra i maó construït a començaments del segle xvii.
- Monestir de Santa Clara. És una construcció gòtica, aixecada en pedra a partir del segle xiv. A l'interior de l'església s'hi troben diversos retaules realitzats entre els segles xvi i xviii. D'especial interès és el retaule major, atribuït a Pedro de Correas. Però potser la peça que crida més l'atenció i és més visitada és la imatge del Cristo yaciente de la buena muerte, peça a què Unamuno dedica un dels seus poemes, fent un símil entre la sequedat del cos de Crist i la de la terra castellana.
- Convent de San Pablo. L'edifici original va ser aixecat el segle xiii, encara que la construcció que avui coneixem és bàsicament dels segles XV i XVI, amb la façana dels peus remodelada el segle xviii. A més del Retaule Major, atribuït a l'Escola de Felipe Vigarny, destaquen el sepulcre dels primers Marquesos de Bassal, les traces dels quals es deuen a la mà de l'escultor Francisco Giralte.
- Església de San Miguel. Una de les imatges més característiques de la ciutat de Palència ve definida pel magnífic perfil de la torre d'aquesta Església, que ens parla de les arrels medievals de la ciutat. És una torre del segle xiii amb aire entre religiós i militar. S'aixeca als peus d'un temple començat el segle xi, com testifica el seu absis romànic, i acabat a finals del segle XII; el que li confereix un estil romànic de transició. Sota de la torre es troba la portada principal, ja plenament gòtica, amb sis arquivoltes i figures que contrasten amb l'estil romànic de la seva dreta. Les seves tres naus estan dividides per pilastres que sostenen sòbries voltes de creueria.
- Església de San Juan Bautista. Va ser construïda a Villanueva del Río Pisuerga, però en la construcció d'un embassament, es va decidir traslladar-la a la capital i instal·lar-la al parc conegut com l'Horta de Guadián. És una petita ermita romànica amb una magnífica portada d'arc apuntat amb sis arquivoltes recolzades en columnes de capitells decorats.
- Església de San Lazaro. El seu origen va ser en un llatzeret fundat per Rodrigo Díaz de Vivar i que va ser reconstruït per un home molt influent en la vida de la ciutat i els blasons del qual campegen sobre els murs: el Senyor Sanç de Castella.[1]
- Nuestra Señora de la Calle. Va ser erigida per l'Orde dels Jesuïtes a finals del segle xvi. Amb una planta de creu llatina d'una sola nau en la qual va adossada en ambdós costats una sèrie de capelles connectades entre si, amb altars dels segles xvii i XVIII en els quals destaca un Cristo Crucificado de l'escola de Valmaseda. Des de 1768 s'hi guarda la imatge de la Virgen de la Calle, patrona de la ciutat i objecte de veneració.
- Convent de San Francisco. Fundat pels Franciscans en el segle xiv, ha sigut residència temporal de reis. La importància que va anar adquirint l'orde a la ciutat va exigir progressives reformes que van modificar el seu primitiu caràcter gòtic. Actualment s'entra al temple per les restes d'un claustre d'arcs ogivals recolzats en fines columnes apariades. El més impressionant són els teginats de fusta policromada mudèjars tardans, de finals del segle xv, que hi ha sota el cor i a la sagristia, barroca. També barroc és el retaule major, atribuït a Alonso del Manzano.
- Església de San Bernardo. D'aquesta església només es conserva la façana. En aquest lloc Santa Teresa de Jesús, a petició del bisbe Álvaro de Mendoza, hi va fundar un convent, que més tard va ser ocupat per religioses bernardas, d'on pren el nom.

## Medi ambient

### Vegetació
Palència es troba al bell mig de la vall del Riu Carrión. Així, mentre que a les vores del riu hi ha vegetació de riba i horts, en arribar als erms que envolten la ciutat trobem camps de blat, boscos d'alzines i alguns roures.
La ciutat és una de les més enjardinades d'Espanya (15.000.000 m² de jardins al nucli urbà: Parc d'Isabel II, Jardinillos de la Estación, Huerta de Guadián, La Carcavilla, entre d'altres i més de 14.000.000 al "Monte el Viejo").

### Parcs principals
Segons l'Ajuntament de la ciutat, Palència és la ciutat amb més àrees verdes per habitant d'Espanya. Això, afegit a l'escassa densitat de trànsit, desviada majoritàriament per la perifèria urbana, fa que l'aire de la ciutat sigui net. Els principals parcs de la ciutat són:
- Salón de Isabel II (anomenat simplement "El Salón")
- Parque Huerta de Guadián (coneguda com a "Huerta Guadián")
- Jardinillos de la Estación (coneguts com els "Jardinillos")
- Parque-Isla Dos Aguas
- Sotillo de los Canónigos
- Huertas del Obispo
- Carcavilla
- Parque Ribera Sur

## Cultura

### Festes
- El Bautizo del Niño: El dia 1 de gener, d'Interés Turístic Regional. Festa singular que se celebra al voltant de l'Iglesia de San Miguel amb una processió i una "pedrea" de llaminadures.
- San Antón: Se celebra el dia 17 de gener en els encontorns de l'Església de San Miguel on es dona la benedicció als animals dels assistents.
- Festividad de Virgen de la Calle (Las Candelas): Patrona de la ciutat. A la parròquia de La Virgen de la Calle es venera la imatge de la Verge coneguda com "La Morenilla" i es porta en processió fins a la Catedral.
- Semana Santa: Març-abril, (primer pleniluni primaveral) és la festa més important del calendari palentí doncs posseeix el distintiu de festa d'Interés Turístic Nacional. Es caracteritza pel seu caràcter contingut i sobri. Rellevant importància tenen les processions de "La Borriquilla", "La Oración del Huerto", "Los Pasos" y "Santo Entierro". Vegeu: Semana Santa en Palencia.
- Romería de Santo Toribio: El diumenge més proper al 16 d'abril, Festa d'Interés Turístic Regional. Se celebra una "pedrea" de pa i formatge als peus del Cristo del Otero. (Vegeu Cristo del Otero)
- Caracolada de San Marcos: celebrada el 25 d'abril a l'illa del Sotillo de los Canónigos.
- Feria Chica:Dies al voltant del Pentecostés o Segona Pàsqua. Popular festa de Palencia anomenada "chica" per ser la segona en importància després de les fèries de San Antolín.
- Dia de Sant Joan (col·loquialment "San Juanillo": 24 de juny. Copatró de Palència.
- Festes de San Antolín: Patró de Palencia, dia 2 de setembre. Durant els dies que envolten la festivitat principal de la vila, aquest s'omple de gent i hi ha un programa de festes molt variat que inclou concerts, cercaviles, desfilades de penyes, corrides de toros i diversos festivals de teatre. A més se celebra un concurs de tapes en el qual participen molts restaurants de la ciutat i que permet als visitants provar durant uns dies una gran varietat de plats al carrer. (Vegeu Cripta de San Antolín)
- Processió en honor de San Francisco: Després de la misa, la cofradia de San Francisco (més coneguda com a elSanto Sepulcro) realitza una petita desfilada amb la imatge del Sant.

### Gastronomia
La cuina palentina es basa en els productes locals i de la muntanya. Dels fèrtils horts que envolten la ciutat s'obtenen molts ingredients, com ara els enciams, els tomàquets, els pebrots i les patates, entre d'altres. El lechazo asado és el plat més típic, juntament amb la menestra palentina. La cuina local es caracteritza pels seus plats calents, degut al fred clima dominant. Els exemples més clars són les seves sopes d'all, o la clàssica sopa castellana, elaborada amb pa, aigua, oli, all i pebre vermell, a la qual de vegades se li afegeixen trossos de pernil salat i ous escalfats. El pa és la base de la gastronomia palentina. Com la majoria dels que es fan a Catella, és un pa compacte, amb molla espessa i escorça grossa i no excessivament cruixent. Hi ha diverses varietats, com ara la barra, la fabiola o la rosca.
- Carns

Palència, com la resta de Castella i Lleó, destaca per la qualitat de les seves carns: des de l'insuperable xai a la vedella de la muntanya palentina, passant per la perdiu (en escabetx), i també la guatlla. El porc produeix múltiples productes, des del lechazo a les morcilles i una gran varietat d'embotits.
- Peix

Els crancs de riu són els crustacis per excel·lència. Es cuinen amb una suculenta salsa de tomàquet i ceba, i són molt popular, especialment a l'estiu.
Dels rius també s'obtenen magnífiques truites, que es cuinen al forn amb bacó.
- Formatge

Són molt coneguts els formatges curats i semicurats de llet d'ovella del Cerrato, la comarca que queda a l'est i sud-est de la ciutat.
- Postres

Les postres més conegudes a la ciutat són l'arros amb llet, la Cazoleta de San Antolin, les milfulles de crema pastelera i la deliciosa llet fregida.
- Begudes

Un menjar típic de la terra s'ha de beure amb un bon vi. Es pot triar entre els vins locals de les D.O. Arlanza o Cigales, o els més coneguts vins de les D.O. Ribera del Duero o Rueda. També són molt populars els licors d'endrines el clàssic licor d'aranyó, de nous, de mores, de cireres....

### Música
A la capital palentina se celebren diversos esdeveniments musicals durant l'any:
- Engánchate a la música: Festival organitzat pels (40 Principals) i la Cadena Ser, amb el patrocini de l'Ajuntament de Palència i la Junta de Castella i Lleó, el dia de la finalització de les classes abans de les vacances de Nadal.
- Festival "Ahora": Esdeveniment organitzat per la Junta de Castella i Lleó i l'Associació Cultural per a la Promoció de la Música Creativa i l'Ajuntament de Palència. Se celebra al Teatre Principal.

Actuen grups i artistes de tendèncias diferents.
- Festival "Música Futura": Es realitza al Pavelló Municipal i compta amb grups de caràcter regional que busquen oportunitats al panorama musical nacional.
- Festival independient de Palencia: Festival que compta amb bandes de música indie del país.
- Palencia Sonora: Festival de Rock que coincideix amb la Feria Chica. Hi ha participat grups com Sidonie, Standstill, Standard, Cooper, Macaco, Sugarless, Vetusta Morla i els palentins La Familia Iskariote, entre otros.
- Festival de Jazz y Folk: Coincideix amb la Feria Chica.

## Comunicacions i transports
Principals vies d'accés per carretera:
- Autovía Benavente-Palencia A-65
- Autovía Cantabria-Meseta A-67
- Autovía de Castilla A-62
- Carretera Autonòmica Palencia-Villada CL - 613
- Carretera Autonòmica Palencia-Riaño CL - 615
- Carretera Autonòmica Palencia-Aranda de Duero CL - 619

## Mitjans de comunicació

### Premsa escrita
- Diario Palentino (Àmbit provincial)
- El Norte de Castilla (Edición palentina. Àmbit regional i nacional)
- Carrión (Periódico gratuito)
- Diario Gente
- Semanal Palencia Siete
- Palencia Free (Revista mensual gratuita)

### Emissores de Ràdio
- Radio Nacional de España (Radio 5 88.0 MHz; Radio 1 91.8 MHz; Radio 3 97.6 MHz; Radio Clásica 101.0 MHz)
- Europa FM (90.5 MHz)
- Radio Marca (98.8 MHz)
- Onda Cero (103.5 MHz)
- Cadena SER (96.2 MHz)
- 40 Principales (94.7 MHz)
- Cadena Dial (89.6 MHz)
- Cadena COPE (99.8 MHz)
- Radio Colores (107.2 MHz)

### Televisió
- CyL8 Palència (TDT Mux:62)

## Persones il·lustres
- Victorio Macho, Escultor.
- Elena Anaya, Actriu
- Ramón Calderón Ramos, Advocat i exPresident del Real Madrid (2006 - 2009)
- Marta Domínguez Azpeleta, Atleta
- Sergio Asenjo Andrés, Futbolista

## Ciutats agermanades
- Bourges  França